# Tào Duệ
Tào Ngụy Minh Đế (chữ Hán: 曹魏明帝; 204 - 22 tháng 1, 239), tên thật Tào Duệ (tiếng Trung: 曹叡; bính âm: Cáo Rùi), tự Nguyên Trọng (元仲), là vị Hoàng đế thứ hai của triều Tào Ngụy trong lịch sử Trung Quốc. Ông trị vì từ năm 226 đến 239, tổng 13 năm.
Thừa hưởng triều đại từ ông nội Tào Tháo và cha là Tào Phi, ông cũng là vị vua cuối cùng của nhà Ngụy nắm được thực quyền trong tay, bởi sau khi ông qua đời, quyền hành trong triều lần lượt rơi vào tay Tào Sảng và sau đó là dòng họ Tư Mã.

## Thân thế
Tào Duệ là con của Tào Phi, cháu của Tào Tháo và là người đầu tiên sáng lập nhà Tào Ngụy. Mẹ ông là Chân phu nhân, vốn là vợ Viên Hy, con trai thứ của Viên Thiệu, một quân phiệt cuối thời nhà Hán. Năm Kiến An thứ 9 (204), ông nội ông là Tào Tháo đánh bại họ Viên ở Nghiệp Thành, tìm thấy Chân thị trong gia quyến họ Viên. Cha ông là Tào Phi ham mê sắc đẹp của Chân thị bèn ép Chân thị lấy mình dù chồng bà vẫn còn sống. Chân thị được phong Phu nhân.
Tào Duệ lúc nhỏ đã thông minh lanh lợi, được ông nội là Tào Tháo yêu quý. Năm Kiến An thứ 25 (220), Tào Tháo qua đời, Tào Phi kế nghiệp làm Ngụy vương, đã phong ông làm Vũ Đức hầu (武德侯). Sang năm sau, là Hoàng Sơ nguyên niên (221), Tào Phi xưng Đế đã một năm, đã phong ông làm Tề công (齐公), cùng năm này thì mẹ ông là Chân phu nhân phạm tội, ông bị biếm thành Bình Nguyên hầu (平原侯). Sang năm sau (222) lại cải thành Bình Nguyên vương (平原王).
Do mẹ ông là Chân phu nhân có tội, bị Tào Phi ban chết, Tào Duệ bị cha mình nghi ngờ có ý bất mãn, nên dù là hoàng đích trưởng tử nhưng Tào Phi vẫn chần chừ không lập Tào Duệ lên làm Trữ quân. Trong thời gian này, ông cưới con gái một nhà quyền quý là Ngu thị làm Chính phi, nhưng không có với Ngu phi một người con nào. Ban đầu, con trai yêu Tào Lâm (曹霖) mới là đứa con mà Tào Phi có ý lập làm Thái tử, và Tào Phi đã ẩn ý dò hỏi An Quốc đình hầu Vệ Trăn (卫臻) về Tào Duệ. Vệ Trăn chỉ dè dặt nói Tào Duệ tài đức nhiều mặt, mà không dám bình luận thêm. Sau đó, Tào Phi hạ chiếu cho Tào Duệ làm con của Hoàng hậu Quách Nữ Vương. Tào Duệ từ nhỏ thấy mẹ chết, đến nay dù tâm tình bất mãn cũng phải cung kính dưỡng mẫu, mỗi ngày sớm muộn gì đều hướng Hoàng Hậu trong cung định tỉnh vấn an. Quách hoàng hậu do không có con, càng yêu thương Tào Duệ. Vì vị trí Trữ quân chưa định, Tào Duệ rất thận trọng trước mọi cử chỉ lời nói, luôn đi theo hầu hạ Tào Phi cùng Hoàng hậu, muốn lấy sự yêu thích của họ để bảo toàn bản thân.
Dã sử Ngụy mạt truyện (魏末传) có truyền thuyết rằng, khi cha con Tào Phi và Tào Duệ vào rừng săn thú, thì gặp một đôi nai mẹ con. Tào Phi giương cung bắn chết nai mẹ, rồi lệnh cho Tào Duệ bắn nai con. Tào Duệ khước từ, và nói:"Bệ hạ đã bắn chết nai mẹ, thì nhi thần không nỡ bắn nốt nai con.". Chuyện kể rằng, Tào Phi đã đánh rơi cây cung và khóc. Người đời cho rằng chính vì lý do này, Tào Phi đã quyết định chọn Tào Duệ làm Thái tử ở giây phút cuối cùng.
Năm Hoàng Sơ thứ 7 (226), ngày 16 tháng 5, Văn Đế Tào Phi bệnh tình nguy kịch, cuối cùng trước khi chết vài phút hạ chiếu lập Bình Nguyên vương Tào Duệ làm Hoàng thái tử. Chiếu chỉ đưa ra phụ chính đại thần gồm: Tào Chân, Tư Mã Ý, Trần Quần cùng Tào Hưu.

## Hoàng đế Đại Ngụy

### Đánh Đông Ngô và Mạnh Đạt
Lúc mới lên ngôi, tướng Tư Mã Ý còn nắm nhiều binh quyền, Tào Duệ lại nghe các quan nói rằng Tư Mã Ý như ''con cú dữ, có dã tâm không nhỏ'', nên lo sợ, mang xa giá đến nơi Ý đóng quân, rồi thừa cơ cách chức Ý đuổi về quê ở Uyển Thành.
Tháng 8 năm 226, Tôn Quyền ở phía nam đem quân tấn công vào Giang Hạ của nhà Ngụy. Thái thú Giang Hạ là Văn Sính kiên trì cố thủ. Ngụy Minh đế bèn cử Ngự sử Tuân Vũ đến Giang Hạ giúp sức. Sau cùng Tôn Quyền phải lui quân. Gia Cát Lượng thì từ mặt Kỳ Sơn đánh vào, Tào Duệ thân chinh đem quân ra cự địch.
Sang năm 227, tướng Ngô là Gia Cát Cẩn và Trương Bá lại đem quân đánh Tương Dương. Minh Đế cử Tư Mã Ý và Tào Hưu đem quân chống, giết được Trương Bá.
Tháng 11 cùng năm, Ngụy Minh Đế lập người vợ là Mao Thị làm Hoàng hậu và phong cho gia đình hoàng hậu tước hầu. Cùng năm đó, tướng Mạnh Đạt vì không được lòng Tào Duệ bèn khởi binh chống lại ông, Tào Duệ lại phục chức cho Tư Mã Ý, cử Ý đánh Đạt. Sang mùa xuân năm 228, Tư Mã Ý phá Tân Thành, giết chết Mạnh Đạt.

### Chống Gia Cát Lượng
Trong thời gian ở ngôi của Ngụy Minh Đế, tướng nước Thục là Gia Cát Lượng đã 5 lần đem quân đánh Ngụy. Ngụy Minh Đế lần lượt sử dụng các tướng giỏi như Tào Chân, Quách Hoài, Tư Mã Ý, Trương Cáp chống lại và đều đẩy lui quân Thục.

### Những năm cuối đời
Sang năm 234, Gia Cát Lượng qua đời, biên giới Thục-Ngụy tạm thời yên ắng trở lại. Ngụy Minh đế lại cho xây dựng cung điện ở Lạc Dương, gây tốn kém của cải và nhân lực. Cùng năm đó, ông phong cho người con nuôi là Tào Phương làm Tề vương.
Năm 237, Ngụy Minh Đế muốn thôn tính Liêu Đông, bèn sai thứ sử U châu là Vô Kỳ Kiệm mang chiếu thư của triều đình đến gọi Công Tôn Uyên vào Lạc Dương triều kiến. Công Tôn Uyên không chịu đi, tự lập làm Yên vương và ra mặt chống Ngụy. Năm 238, Minh đế cử Tư Mã Ý và Hạ Hầu Bá đánh Công Tôn Uyên, giết chết Uyên trên sông Dương Thủy, thu phục Liêu Đông.
Trong Tam Quốc Diễn Nghĩa, Ngụy Minh Đế tìm người giúp mình có bài thuốc trường thọ. Có người mách ông học theo Hán Vũ Đế ngày xưa xây tượng đồng lớn trên đài cao để hứng tinh túy đất trời. Tào Duệ mừng lắm, sai Hoa Hâm đi dỡ mang tượng đồng về kinh đô, Hoa Hâm mang được tượng về, còn trụ đồng vì nặng quá, liền nấu chảy. Tương truyền, tượng đồng lúc bị tháo xuống, còn chảy nước mắt, ai nấy đều sợ hãi.

## Phó thác con côi
Năm 238, Ngụy Minh Đế lâm bệnh nặng. Do các con ông đều mất sớm nên ông đã lập con nuôi là Tào Phương làm thái tử. Trước lúc qua đời, ông định cho Yên vương Tào Vũ làm Đại tướng quân, cùng Hạ Hầu Bá, Tào Sảng, Tào Triệu, Tần Lãng làm phụ chính cho vua mới, nhưng Tào Vũ không nhận. Minh đế lại hỏi ý kiến của Lưu Phóng và Tôn Tư. Cả hai người này đều không ủng hộ Hạ Hầu Bá và đồng ý với ông nên chọn Tào Sảng chấp chính, lại đuổi Tào Vũ về đất phong.
Đầu năm 239, Tư Mã Ý sau khi dẹp được Công Tôn Uyên, rút quân về Lạc Dương. Minh Đế bèn triệu Tư Mã Ý về triều và cho cùng làm phụ chính với Tào Sảng.
Ngày 22/1/239, Ngụy Minh Đế Tào Duệ băng hà. Trong lúc hấp hối, ông cho gọi Tào Phương, bảo Phương ngồi vào lòng Tư Mã Ý, cầm tay Ý mà nói trong nước mắt, mong Ý phò tá ấu chúa, rồi mất. Ông ở ngôi 13 năm, thọ 35 tuổi. Thi hài ông được chôn cất ở Cao Bình lăng. Thái tử Tào Phương mới 7 tuổi nối ngôi, tức Ngụy Phế Đế.
Sau thời kỳ Minh Đế băng hà, Tào Sảng chuyên quyền, bị Tư Mã Ý diệt. Sau đó, Tư Mã Ý trở thành một quyền thần của nhà Ngụy. Dòng họ Tư Mã nối đời làm quyền thần để rồi sau đó đến Tư Mã Viêm thì lật đổ nhà Ngụy, diệt Thục Hán và Đông Ngô, thống nhất Trung Quốc, lập ra Triều đại mới - nhà Tấn.
Ngụy Minh Đế làm vua 13 năm (226 - 239). Trong đời có 4 niên hiệu:
- Hoàng Sơ (226) [7]
- Thái Hòa (227 - 232).
- Thanh Long (233 - 236).
- Cảnh Sơ (237 - 239).

## Nhận định
Trương Đễ, thừa tướng Đông Ngô thời Tam quốc, đánh giá Tào Tháo không được lòng dân, đến Tào Phi, Tào Duệ lại ham xa xỉ, nhà Tào Ngụy sớm mất cũng là đương nhiên:
| “ | Tào Tháo dẫu công trùm Hoa Hạ, uy chấn tứ hải, nhưng ưa chuộng quyền thuật, chinh phạt không thôi, dân sợ oai mà không nhớ đức vậy. Phi, Duệ nối ngôi, còn tàn ngược hơn, trong xây cung thất, ngoài sợ hùng hào, đông tây rong ruổi, không năm nào yên; họ gây mất lòng dân, đã lâu ngày rồi. | ” |

Nhìn chung, Ngụy Minh Đế Tào Duệ là một vị vua có tài quân sự, và cũng là người chú trọng đến nghệ thuật. Trong thời trị vì, Minh Đế luôn trọng dụng ủy nhiệm cho những quan lại có tài. Tuy nhiên, vua cũng là người xa xỉ, tiêu tiền rất phung phí. Đặc biệt, lại lo xây dựng phí phạm những công trình lớn, lâu đài, dựng Thái miếu. Trong khi đó Triều đại Tào Ngụy đang phải đương đầu và chịu thế bí yếu trước 2 thế lực: Thục Hán và Đông Ngô. Vì sự xa xỉ ăn chơi, phung phí công trình thổ mộc, và sự ham mê tửu sắc của Ngụy Minh Đế, đã khiến cho quốc khố cạn kiệt, để lại bi kịch cho con cháu, họa diệt vong cho triều Tào Ngụy.
Cuối đời, chính Tào Duệ đã tạo cho Tư Mã Ý cơ hội cướp ngôi Ngụy. Vì Duệ dùng dằng không quyết cuối cùng lại nghe lời bọn Tôn Tư, Lưu Phóng mà dùng Tào Sảng, Tư Mã Ý.

## Gia đình
- Thân phụ: Ngụy Văn Đế Tào Phi.
- Thân mẫu: Chân phu nhân, truy tặng Văn Chiêu hoàng hậu (文昭皇后).
- Hậu phi:

1. Bình Nguyên vương phi Ngu thị, tuy là chính thất nhưng không được lập Hậu.
2. Minh Điệu hoàng hậu Mao thị. Kế thất.
3. Minh Nguyên hoàng hậu Quách thị. Kế thất.
4. Quý tần Ngu thị (?)
5. Tài nhân Trương thị, cùng Tài nhân Hà thị bị Trương Đăng hiến cho Tào Sảng, lấy làm nhạc kĩ phủ thiếp.

- Hoàng tử: Ngụy Minh Đế có ba người con trai đều mất sớm, và hai người con nuôi.

1. Thanh Hà vương Tào Quýnh (清河王曹冏; ? - 226)
2. Phồn Dương vương Tào Mục (繁陽王曹穆; ? - 229)
3. Tào Ân (曹殷; 231 - 232)
4. Con nuôi: Tần vương Tào Tuân (秦王曹詢; 231-244), con của Tề Nam vương Tào Giai (曹楷).
5. Con nuôi: Tào Phương, em ruột của Tào Tuân, tức Ngụy Phế Đế.

- Hoàng nữ:

1. Tào Thục (曹淑; ? - 232), thụy là Bình Nguyên Ý công chúa (平原懿公主).
2. Tề Trưởng công chúa (齊長公主), lấy Lý Thao (李韜) là con trai Trung thư lệnh Lý Phong, sau lại lấy Trung thư thị lang Nhâm Khải (任愷).